# Thomas de Foix
Pour les articles homonymes, voir Lescun.
Thomas de Foix (1485 - † 3 mars 1525, Pavie), seigneur de Lescun, frère puîné d’Odet de Foix, maréchal de France, fut destiné en sa jeunesse à l’état ecclésiastique et prit le titre de protonotaire de Foix. Il devint par la suite homme de guerre au service du roi de France et fut également fait maréchal de France ; Odet était surnommé « maréchal de Lautrec » et Thomas « maréchal de Lescun » afin de les distinguer. Il était également le frère d'André de Foix, autre militaire, et de Françoise de Foix, favorite de François Ier.

## Biographie

### Origines
Thomas de Foix naît en 1485. Il est le fils cadet de Jean de Foix, vicomte de Lautrec et Villemur, gouverneur du Dauphiné, de Jeanne d'Aydie, héritière des seigneuries de Lescun et d'Esparros.

### Carrière ecclésiastique
Destiné à une carrière ecclésiastique il est docteur en théologie et en droit canon, Il est nommé en 1504 évêque de Tarbes et pourvu en commende de l'abbaye de Nizors (1504) et de l'abbaye de l'Escaladieu (1508), avant que de résigner toutes ses charges et bénéfices ecclésiastiques en 1513 pour embrasser la carrière des armes.

### Homme de guerre
Il accompagna François Ier à la conquête du Milanais en 1515, où il fut laissé « lieutenant général pour le roi ». Il aida le pape Léon X à la réduction du duché d'Urbino. Élevé à la dignité de maréchal de France en 1518, il s’aliéna les habitants du Milanais par sa dureté et dut s’enfermer dans Parme jusqu’à l’arrivée de Lautrec. Il commandait l’avant-garde à la bataille de la Bicoque, eut son cheval tué sous lui et fut gravement blessé. Il se comporta vaillamment à la bataille de Pavie, y fut blessé en se portant au secours du roi. Il fut fait prisonnier et succomba à ses blessures le 3 mars 1525.

## Armoiries
| Figure | Blasonnement |
|        | Écartelé : aux I et IV d'or aux trois pals de gueules (Foix) ; au II d'or aux deux vaches de gueules, accornées, colletées et clarinées d'azur passant l'une sur l'autre (Béarn), au III, d'argent à une croix pattée de gueules (Comminges). |